# Kanada na Hopmanově poháru
Kanada na Hopmanově poháru startovala poprvé v roce 2004 a celkem do turnaje zasáhla čtyřikrát.
Premiérový start zaznamenala v roce 2004, kdy nastoupila do baráže o účast v základní skupině proti Maďarsku. Zápas prohrála 1–2. Přesto odehrála jedno střetnutí základní skupiny, když ze skupiny B odstoupila před posledním zápasem Belgie. Nahradila ji tak v duelu opět proti Maďarsku, kterému podlehla 0–3 na zápasy. V konečné klasifikaci skupiny nebylo kanadské družstvo klasifikováno.
Na Hopman Cupu 2018 „zemi javorového listu“ potřetí reprezentovala Eugenie Bouchardová s Vaskem Pospisilem, který zasáhl do soutěže podruhé. V průběhu soutěže dokázali Kanaďané z devíti zápasů vyhrát jediný, když na úvod porazili australský pár Gavrilovová a Kokkinakis ve smíšené čtyřhře za rozhodnutého stavu ve prospěch Australanů. Po třech mezistátních prohrách obsadili poslední čtvrtou příčku základní skupiny.

## Tenisté
Tabulka uvádí seznam kanadských tenistů, kteří reprezentovali stát na Hopmanově poháru.
| Jméno               | Celkem V/P | Dvouhra V/P | Čtyřhra V/P | Poprvé | Počet startů |
| Eugenie Bouchardová | 7–10       | 4–5         | 3–5         | 2014   | 3            |
| Frank Dancevic      | 1–2        | 1–1         | 0–1         | 2004   | 1            |
| Maureen Drakeová    | 0–3        | 0–2         | 0–1         | 2004   | 1            |
| Vasek Pospisil      | 5–7        | 3–3         | 2–4         | 2015   | 2            |
| Milos Raonic        | 4–2        | 2–1         | 2–1         | 2014   | 1            |

- V/P – výhry/prohry

## Výsledky
| Rok  | fáze soutěže      | místo konání         | soupeř        | výsledek | stav   |
| ---- | ----------------- | -------------------- | ------------- | -------- | ------ |
| 2004 | baráž o zákl. sk. | Burswood Dome, Perth | Maďarsko      | 1–2      | prohra |
| 2004 | základní skupina  | Burswood Dome, Perth | Maďarsko      | 0–31)    | prohra |
| 2014 | základní skupina  | Perth Arena, Perth   | Austrálie     | 2–1      | výhra  |
| 2014 | základní skupina  | Perth Arena, Perth   | Polsko        | 1–2      | prohra |
| 2014 | základní skupina  | Perth Arena, Perth   | Itálie        | 3–0      | výhra  |
| 2015 | základní skupina  | Perth Arena, Perth   | Česko         | 1–2      | prohra |
| 2015 | základní skupina  | Perth Arena, Perth   | Spojené státy | 2–1      | výhra  |
| 2015 | základní skupina  | Perth Arena, Perth   | Itálie        | 2–1      | výhra  |
| 2018 | základní skupina  | Perth Arena, Perth   | Austrálie     | 1–2      | prohra |
| 2018 | základní skupina  | Perth Arena, Perth   | Německo       | 0–3      | prohra |
| 2018 | základní skupina  | Perth Arena, Perth   | Belgie        | 0–3      | prohra |

- 1) Kanada nahradila Belgii ve třetím utkání základní skupiny, poté co belgické družstvo odstoupilo z turnaje pro zranění. Za rozhodnutého stavu již nebyla smíšená čtyřhra odehrána[1]